# 台灣剩食之旅
《台灣剩食之旅：我們可以不再浪費》，是2013年由天下雜誌影視中心所製作的紀錄片。該片拍攝台灣生活中產生的廚餘丟棄後的流向，並跨國至日本了解降低廚餘量的方法。本部紀錄片調查了台灣糧食的生產端以及消費端，研究台灣糧食生產過程中產生的浪費問題。